# 中沢英明
中沢英明（なかざわ ひであき　1964年8月17日 - ）はデザイン関連書籍のライター。1964年、群馬県前橋市に産まれる。群馬県前橋市在住。

## 主な著書
- 『Photoshopアイデア&テクニックBOOK』（C&R研究所）
- 『Photoshopテクスチャデザイン―プロが教える実用テクニック』（エムディーエヌコーポレーション）
- 『Photoshop画像大全』（エムディーエヌコーポレーション）

| スタブアイコン | サブスタブ | この項目は、まだ閲覧者の調べものの参照としては役立たない、人物に関連した書きかけの項目です。この項目を加筆・訂正などしてくださる協力者を求めています（P:人物伝/PJ:人物伝）。 |